# Ajty
Ajty (en idioma ruso: Ахты́; en idioma lezgiano: Ахцагьар) es una localidad rural (un selo, "село") y el centro administrativo del distrito Ajtynsky de la República de Daguestán, Rusia, situada en el sur de la república en la confluencia con los ríos Ajtychay y el Samur, 254 kilómetros de Majachkala. Población: 13 405 habitantes (2010); 13.152 (censo de 2002); 7.356 (censo de 1989). Las montañas del norte del Cáucaso rodean la ciudad.

## Historia
El lugar fue fundado a mediados del primer milenio antes de Cristo. En el siglo I, tenía el nombre de Turi y formaba parte de la Albania caucásica. En los primeros siglos de la era cristiana, el tejido y la cerámica, así como el procesamiento de metales, se desarrollaron en la localidad. Después del colapso de la Albania caucásica en el siglo V, apareció el estado feudal de Lakzi, al cual también perteneció Ajty.

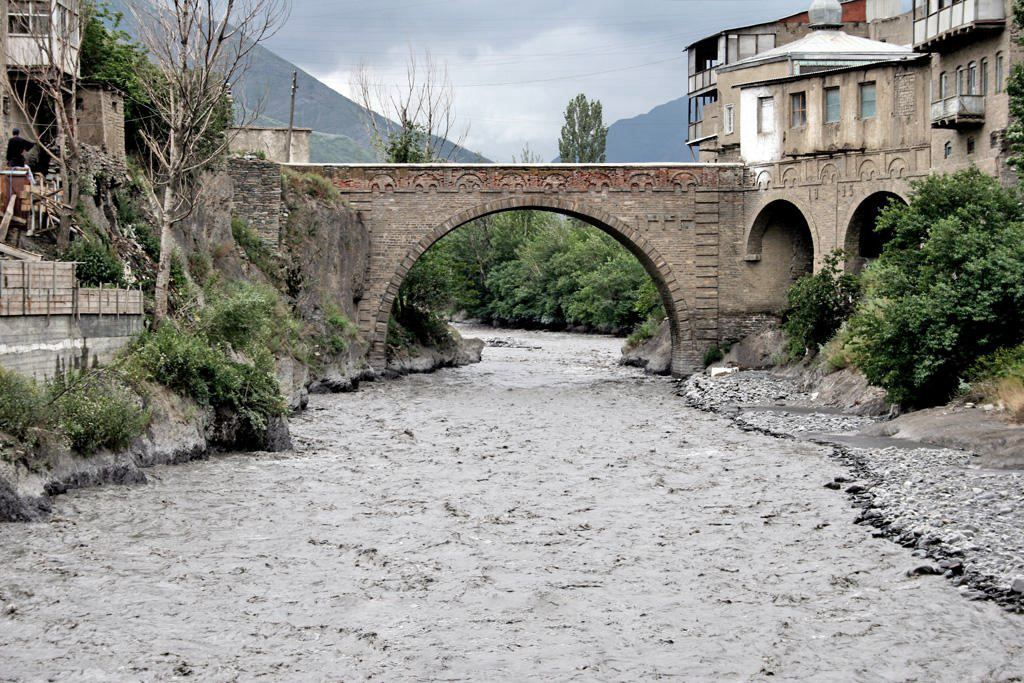
Puente en arco de piedra a orillas del río en Ajty.

Durante la guerra del Cáucaso de 1817-1864, Ajty fue tomada por las tropas rusas en 1839. En el mismo año, la fortaleza de Ajtinskoye fue establecida en este lugar. En 1848, la fortaleza jugó un papel importante en la defensa contra las tropas atacantes de Shamil.

## Estación termal
«Akhty Spa» se encuentra a 8 km al suroeste del pueblo, en la margen izquierda del río Ajtychal, al pie de una garganta. Sus aguas contienen sulfuro de hidrógeno, yodo y bromo. La temperatura de las fuentes de agua varía de 38- 40 °C a 65- 68 °C dependiendo de las estaciones.

## Población
Estimaciones de la población:
| Año        | 1897  | 1903  | 1959  | 1970  | 1979  | 1989  | 2002   | 2010   |
| ---------- | ----- | ----- | ----- | ----- | ----- | ----- | ------ | ------ |
| Habitantes | 3.190 | 5.900 | 5.478 | 7.189 | 7.370 | 7.356 | 13.152 | 13.405 |

## Clima
Ajty tiene un clima continental templado (Clasificación climática de Köppen Dfb).
| Parámetros climáticos promedio de Akhty | Parámetros climáticos promedio de Akhty | Parámetros climáticos promedio de Akhty | Parámetros climáticos promedio de Akhty | Parámetros climáticos promedio de Akhty | Parámetros climáticos promedio de Akhty | Parámetros climáticos promedio de Akhty | Parámetros climáticos promedio de Akhty | Parámetros climáticos promedio de Akhty | Parámetros climáticos promedio de Akhty | Parámetros climáticos promedio de Akhty | Parámetros climáticos promedio de Akhty | Parámetros climáticos promedio de Akhty | Parámetros climáticos promedio de Akhty |
| Mes                                     | Ene.                                    | Feb.                                    | Mar.                                    | Abr.                                    | May.                                    | Jun.                                    | Jul.                                    | Ago.                                    | Sep.                                    | Oct.                                    | Nov.                                    | Dic.                                    | Anual                                   |
| --------------------------------------- | --------------------------------------- | --------------------------------------- | --------------------------------------- | --------------------------------------- | --------------------------------------- | --------------------------------------- | --------------------------------------- | --------------------------------------- | --------------------------------------- | --------------------------------------- | --------------------------------------- | --------------------------------------- | --------------------------------------- |
| Temp. máx. media (°C)                   | 2.3                                     | 2.7                                     | 6.7                                     | 14.3                                    | 18.5                                    | 22.8                                    | 26.2                                    | 24.9                                    | 21.6                                    | 15.1                                    | 9.8                                     | 5.0                                     | 14.2                                    |
| Temp. mín. media (°C)                   | -5.3                                    | -4.2                                    | -0.8                                    | 4.3                                     | 9.2                                     | 12.7                                    | 15.8                                    | 15.1                                    | 11.4                                    | 6.3                                     | 2.4                                     | -2.4                                    | 5.4                                     |
| Precipitación total (mm)                | 14                                      | 20                                      | 29                                      | 46                                      | 69                                      | 65                                      | 45                                      | 43                                      | 49                                      | 52                                      | 30                                      | 18                                      | 480                                     |
| Fuente: Climate-Data.org                |                                         |                                         |                                         |                                         |                                         |                                         |                                         |                                         |                                         |                                         |                                         |                                         |                                         |